# ویتوریو فاروپا
ویتوریو فاروپا (به ایتالیایی: Vittorio Faroppa) بازیکن فوتبال و اهل ایتالیا است که از سال ۱۹۱۲ میلادی عضو تیم ملی فوتبال ایتالیا بوده و در ۱ بازی ملی حضور داشته‌است. او در بازی‌های ملی‌اش ۴ گل دریافت کرد.
ویتوریو فاروپا آخرین بازی ملی خود را در سال ۱۹۱۲ میلادی انجام داد.